# San Pelayo (Villazala)
San Pelayo es una localidad española perteneciente al municipio de Villazala, en la provincia de León, comunidad autónoma de Castilla y León.

## Geografía

### Ubicación
| Noroeste: Villoria de Órbigo | Norte: Castrillo de San Pelayo | Noreste: Castrillo de San Pelayo |
| Oeste: Villoria de Órbigo    |                                | Este: Matalobos del Páramo       |
| Suroeste Seisón de la Vega   | Sur: Seisón de la Vega         | Sureste: Huerga de Frailes       |

## Demografía
Evolución de la población
| Gráfica de evolución demográfica de San Pelayo (León) entre 2000 y 2021 |
|                                                                         |
| Población de derecho (2000-2014) según el padrón municipal del INE      |